# Identifikation mit dem Aggressor
Die Identifikation mit dem Aggressor (auch: Identifizierung mit dem Angreifer) bezeichnet in der Tiefenpsychologie einen Abwehrmechanismus zur Angstbewältigung, dessen Funktion und Relevanz je nach Standpunkt der Autoren unterschiedlich bewertet wurde. Eine Vereinheitlichung nimmt der Psychoanalytiker Mathias Hirsch (1996) vor, der in den divergierenden Perspektiven zwei Arten desselben Abwehrgeschehens wahrnimmt. Damit reicht das Spektrum dieses Abwehrmechanismus von produktiven Formen der Angstbewältigung bis hin zur schädigenden Verleugnung überwältigender Angst im Traumageschehen: Hier identifiziert sich eine Person, die von einem Aggressor körperlich und/oder emotional misshandelt oder unterdrückt wird, unbewusst mit ihm.

## Allgemeines
Die Person verinnerlicht und übernimmt dabei ohne ihr bewusstes Wissen und oft gegen ihren bewussten Willen Persönlichkeitseigenschaften, Werte und Verhaltensweisen des Aggressors und macht sie zu Anteilen ihres Selbst. Vor allem traumatische Erfahrungen in der Kindheit, bei denen das Maß der erlebten Ohnmacht und Abhängigkeit besonders groß ist – wie in einer repressiven und autoritären Erziehungsstruktur oder einem seelisch manipulativen, durch Liebesentzug geprägten erzieherischen Missbrauch –, führen zur Ausbildung dieser Reaktion. Sie dient dem Schutz des eigenen psychischen Systems und hat den Charakter einer „letzten Notbremse“ vor einem drohenden Zusammenbruch des Selbst angesichts überwältigender Attacken und nicht integrierbarer Affekte. Psychisch von hoher Bedeutung, um hilfsweise die Funktionsfähigkeit des Selbst aufrechtzuerhalten, wirken die Folgen der Identifikation mit einem Aggressor sich tatsächlich jedoch in hohem Maße schädigend auf die seelische Integrität und das Wohlergehen des Selbst aus, da die Entwicklung persönlicher Autonomie unterdrückt wird.
Formen einer Identifikation mit dem Aggressor liegen häufig dem Vorgang zugrunde, der als „transgenerationale Traumatisierung“ erforscht und diskutiert wird. Da Identifikationen mit einem Aggressor potenziell lebenslang wirksam sind, werden die traumatisierenden Erfahrungen ungeachtet willentlicher Absichten direkt oder indirekt fast immer an die nachfolgende Generation weitergegeben (siehe auch: Bindungstrauma sowie Eltern mit PTBS). In vielen Familiengeschichten lässt sich eine Kette innerfamiliärer Gewalt über mehrere Generationen feststellen. Auch das Versagen elterlicher Schutzfunktion und eine habituelle, erziehungsideologisch unterfütterte Kälte und Empathieverweigerung der Eltern, wie es etwa für die Generation der in der Nazizeit geborenen Kriegskinder als typisch beschrieben wird, kann eine solche destruktive Tradition begründen. Der Psychoanalytiker Michael Ermann sieht in der Identifikation mit dem Aggressor eine tiefenpsychologische Grundlage der kollektiven „Unfähigkeit zu trauern“, wie sie von Alexander und Margarete Mitscherlich 1967 für die deutsche Nachkriegsgesellschaft beschrieben wurde: „Unbewusster Hass auf den nicht schützenden Anderen erschafft im Innern ein böses Introjekt. Die Identifikation mit dem Aggressor bewirkt eine Verachtung der eigenen Bedürfniswelt und ruft paradoxe Schuldgefühle hervor wie bei einem Trauma: Schuldgefühle über die eigenen Bedürfnisse, die vom Anderen weder anerkannt noch befriedigt werden. Was nicht gespiegelt und nicht verstanden wird, wird letztlich abgespalten oder verdrängt. In der Verdrängung können Entbehrungen und Verzicht aber nicht betrauert werden.“
Als Täter, mit dem ein Kind oder Erwachsener sich unbewusst identifiziert, kommen alle Personen in Frage, die sich in einer aus Sicht des Opfers absoluten Machtposition ihm gegenüber befinden und denen das Opfer physisch und/oder psychisch ausgeliefert ist. Die Person, mit der die Identifikation geschieht, kann älter oder jünger, gleich- oder andersgeschlechtlich, innerfamiliär oder außerfamiliär positioniert sein. Eine gewalttätige Mutter, ein sexualisierte Gewalt anwendender Vater oder Bruder, ein sadistischer Lehrer, ein grandios auftretender Besatzungssoldat und ein Folterer können alle Personen sein, mit denen die unbewusste Identifikation erfolgt. Wer für das Bewusstsein der ärgste Feind ist, kann psychisch gerade der sein, mit dem eine Identifikation eintritt. In Autobiografien von Überlebenden der nationalsozialistischen Verfolgung wird der Mechanismus, soweit er erkannt wurde, auch gelegentlich zur Sprache gebracht.
Entscheidend sind allgemein die Heftigkeit der Überwältigung und die Dauer und Schwere des Traumas. Bei Kindern als Opfern kommen zusätzliche Parameter hinzu. Grundsätzlich gilt, dass eine Identifikation mit einem Aggressor als Abwehr gegenüber der nicht vorhandenen Fähigkeit des Opfers geschieht, Angriffe auf die eigene körperliche und psychische Integrität zu verstehen und psychisch zu integrieren. Die natürliche Schutzerwartung und -bedürftigkeit des Kindes als Teil des Bindungsverhaltens kollidiert u. U. mit der Wahrnehmung, dass derselbe Erwachsene, von dem diese Schutzfunktion erwartet wird, zugleich die Quelle der Bedrohung und der Angst ist. Das führt zu dem scheinbar widersinnigen Verhalten, dass in einer für das Kind ausweglosen Situation, etwa der Misshandlung durch ein Elternteil, bei demjenigen Zuflucht und Schutz gesucht wird, der zugleich die misshandelnde und bedrohende Person ist. Die Verleugnung der unerträglichen Realität durch Identifikation kann sich so als paradoxe Täter-Opfer-Bindung und traumatische Fixierung aus Angst manifestieren. Ein solcher Vorgang kann aber auch entsprechenden Phänomenen bei Erwachsenen, wie dem Stockholm-Syndrom, zugrunde liegen.
Aufgedeckt und ggf. aufgehoben werden kann eine solche Identifikation im Zuge einer analytischen Psychotherapie, die traumaorientiert vorgeht. Die Erkenntnis und Aufhebung der Identifikation mit einem Aggressor ist die Voraussetzung dafür, die eigenen Gewalterfahrungen nicht unbewusst und somit auch unwillentlich weiterzugeben. Durch empathisch unterstützende Behandlungsformen wie zum Beispiel das Reparenting können in einer Therapie die Folgen einer Identifikation in gewissem Umfang beeinflusst und begrenzt werden.

## Geschichte des Begriffs: Zwei theoretische Positionen

### Anna Freud: Identifizierung mit dem Angreifer
Anna Freud nimmt diesen Abwehrtyp als sogenannte „Identifizierung mit dem Angreifer“ in Das Ich und die Abwehrmechanismen (1936) in den Kanon der psychoanalytischen Lehre der Abwehrmechanismen auf.
In der Identifikation mit dem Aggressor wirken nach Anna Freud zwei elementare Abwehrmechanismen: die Introjektion, von Anna Freud hier nach Stand der Theorieentwicklung noch synonym zu „Identifikation“ verwendet, und die Projektion. Neu ist der Gedanke, dass nicht nur aus Liebe heraus, sondern auch aus Angst introjiziert wird. Sie beschreibt den Fall eines Volksschülers, der durch Grimassieren auffällt, sobald der Lehrer ihn tadelt. Es zeigt sich, dass das Grimassieren ein verzerrtes Spiegeln der verärgerten Gesichtszüge des Lehrers ist:

„Der Junge, der dem Tadel des Lehrers standhalten soll, bewältigt seine Angst durch unwillkürliche Nachahmung des Zornigen. Er übernimmt selber seinen Zorn und folgt den Worten des Lehrers mit dessen eigenen, nicht wiedererkannten Ausdrucksbewegungen.“

Eine harmlose Variante dieser Abwehrstrategie und ihrer Logik entdeckt sie in einer Szene kindlicher Bewältigung von Gespensterfurcht: „Du mußt nur spielen, dass du selber der Geist bist, der dir begegnen könnte“, rät die ältere Schwester ihrem kleinen Bruder: dann nämlich brauche er sich nicht zu fürchten, versichert sie ihm.
Anna Freud unterscheidet drei Formen, in der sich die Identifikation mit dem Angreifer ausdrücken kann, denen jedoch sämtlich eine Wendung vom passiv Erlittenen zur Aktivität (und somit ein dritter elementarer Abwehrmechanismus) zugrunde liegt: Aus dem Bedrohten wird der Bedroher
- in Identifizierung mit der Person des Aggressors durch unmittelbare oder mittelbare mimetische Darstellung (direktes Spiegeln oder vorsätzliche Rollenübernahme) des Angreifers (Beispiel des Schülers, Rat der Schwester)
- in Identifizierung mit der Aggression durch Agieren der Aggression (etwa bohrende Tätigkeit nach einem Zahnarztbesuch),
- in Identifizierung mit der imponierenden Eigenschaft des Aggressors durch Übernahme der Attribute, die sie symbolisieren. (Der Knabe bewältigt einen schmerzhaften Zusammenstoß mit seinem Lehrer, indem er sich mit Säbel und Militärmütze versieht; auf diese Weise, so Anna Freud, identifiziere er sich mit dessen Männlichkeit)

Eine Identifikation mit dem Aggressor liegt jedoch auch vor, wenn ein Kind aus Angst vor einer erst erwarteten Strafe sich vorwegnehmend mit dem Strafenden identifiziert: Beschrieben wird die Reaktion eines Knaben, der zu spät nach Hause kommt und der nun zu erwartenden Strafrede dadurch zu entgehen sucht, dass er seinerseits zu schimpfen beginnt. Die Identifikation mit dem Aggressor kann demnach als Zwischenstufe der Entwicklung des Über-Ichs betrachtet werden: Die Gewissensinstanz wird verinnerlicht, jedoch noch nicht gegen das eigene Selbst gewandt, sondern in Projektion gegen die Außenwelt gerichtet. Damit steht die Identifikation mit dem Aggressor im Sinne Anna Freuds weitestgehend im Dienste des sich entwickelnden Kindes.

### Sándor Ferenczi: Introjektion des Aggressors
Im Gegensatz zu Anna Freud betonte Sándor Ferenczi den traumatischen, die seelische Integrität nachhaltig beschädigenden Aspekt dieses Abwehrtypus: Er stellte die psychoanalytische Theorie 1932 in einem Vortrag zu seinem Aufsatz Sprachverwirrung zwischen den Erwachsenen und dem Kind infrage, indem er auf die Häufigkeit realer Missbrauchserfahrungen und das Gewicht solcher Erfahrungen für das Entstehen einer seelischen Störung hinwies. Damit kritisierte er zugleich Freuds frühe Abkehr von der so genannten „Verführungstheorie“, die durch das Konstrukt des Ödipuskonflikts ersetzt wurde.
In Zusammenhang mit seinem Vortrag formulierte Ferenczi erstmals, dass die von den Kindern erlebte Angst und Hilflosigkeit sie zwinge, „sich selbst ganz vergessend sich mit dem Angreifer vollauf zu identifizieren“. Ferenczi zufolge ist das Kind erfüllt vom Wunsch nach zärtlichen, aber nicht nach sexuellen oder gewalttätigen Beziehungen zu den Erwachsenen. Im Unterschied zur erwachsenen, schuldfähigen Leidenschaftlichkeit befinde sich das Kind auf einer Stufe „passiver Objektliebe“:

„Haß ist es, was das Kind beim Geliebtwerden von einem Erwachsenen traumatisch überrascht und erschreckt und es aus einem spontan und harmlos spielenden Wesen zu einem den Erwachsenen ängstlich, sozusagen selbstvergessen imitierenden, schuldbewußten Liebesautomaten umgestaltet.“

Solche Anmutungen übersteigen und überfordern die kindlichen Verständnis- und Verarbeitungsmöglichkeiten, was dazu führen kann, dass es in einen tranceartigen Ausnahmezustand („traumatische Trance“) gerät, in welchem es den Angreifer „introjiziert“, also in seiner (unbewussten) Phantasie in sich hineinnimmt, um ihn als äußere Realität zum Verschwinden zu bringen. Dieser Schutzmechanismus lässt die unerträglich werdende Angst auf Kosten der Realitätswahrnehmung in ein Gefühl traumartiger Geborgenheit umschlagen. Statt sich aktiv mit der bedrohlichen Wirklichkeit des Täters auseinanderzusetzen, wozu es nicht fähig ist, unterwirft es sich dem Willen des Täters und macht ihn zugleich zu einem fremden Teil seiner selbst („Introjektion“). Dies kann bei wiederholten Gewalterfahrungen zu einer regelrechten Zerstückelung der Persönlichkeit („Atomisierung“) führen. Das Kind opfert in einem solchen Extremzustand gewissermaßen sein noch unfertiges, kaum wehrfähiges Selbst, um die lebenswichtige Beziehung zu einer als notwendig wohlwollend vorzustellenden Bezugsperson halluzinatorisch aufrechtzuerhalten. Das überwältigte, emotional und in seiner Wahrnehmungsfähigkeit verwirrte Kind fühlt sich für das Geschehen verantwortlich, was als Introjektion des Schuldgefühls des Angreifers verstanden wird. Dieses Schuldgefühl wird zur Quelle eines beständigen innerseelischen Abwehrkonflikts: Das Opfer entwickelt Hass, der seinerseits wiederum Schuldgefühle hervorruft und daher verdrängt und in Ablenkung vom ursprünglichen Objekt gegen das eigene Selbst gewendet wird. Es kommt in der Folge häufig zu schweren Störungen auf der Beziehungsebene, Depressionen, selbstverletzendem Verhalten oder gesteigerter, nach außen gerichteter Aggressivität. Zugleich kann hier eine unzeitige Entwicklung und unangemessene Frühreifung emotionaler oder intellektueller Fähigkeiten stattfinden, die Ferenczi „traumatische Progression“ nennt:

„Die Angst vor den hemmungslosen, also verrückten Erwachsenen macht das Kind sozusagen zum Psychiater, und um das zu werden, und um sich vor den Gefahren seitens Personen ohne Selbstkontrolle zu schützen, muss es sich mit ihnen zunächst vollkommen zu identifizieren wissen.“

Das gesteigerte, aus der Angst geborene Einfühlungsvermögen macht den traumatisierten Patienten, so Ferenczi, geradezu zum Lehrmeister seines Therapeuten und zwinge diesen im Dienst der Therapie zu einem besonderen Maß an Aufrichtigkeit.
In seinem Klinischen Tagebuch von 1932 (1985 veröffentlicht) vermerkt Ferenczi darüber hinaus den mit der Introjektion des Bösen gleichzeitig ablaufenden Prozess der Beraubung des Guten durch den Aggressor, der zu einem Zustand des Lebendig-Tot-Seins aufseiten des Opfers führe. Geradezu vampirhaft (…) saugt der Aggressor ein Stück, d. h. das ausgedrängte Stück des Opfers in sich ein … und annektiert die naive, angstlose, ruhige Glückslage, in der bis dahin das Opfer lebte.

## Diskussion
Heute werden die realen Bedingungen, die zu psychopathologischen Störungen führen, vor allem im Rahmen der Psychotraumatologie systematisch untersucht und auch innerhalb der Psychoanalyse stärker akzentuiert. Eine Vermittlung zwischen freudscher Orthodoxie (Triebtheorie) und Ferenczis pathogenetischer Rehabilitierung des realen Traumas, z. B. des sexuellen Kindesmissbrauchs (Verführungstheorie), unternimmt insbesondere der Psychoanalytiker Mathias Hirsch. Er versteht Ferenczis Beitrag als erhebliche Erweiterung der Lehre im Hinblick auf eine psychoanalytische Traumatologie.
Für die klassische psychoanalytische Auffassung hingegen dürfte Otto Kernbergs therapeutische Toleranzforderung gegenüber der Täteraggression stehen:

„Die Toleranz der Aggression des Täters, die auf uns projiziert wird, ist unerhört entscheidend für den Erfolg der Therapie, indem wir zum Täter werden können und wir uns als Täter identifizieren und es so dem Patienten erleichtern, sich selbst als Täter zu identifizieren … Wir müssen uns also mit dem Kommandanten des Konzentrationslagers, mit dem Folterer in der Diktatur, mit dem inzestuösen Vater, mit der sadistischen Mutter identifizieren können. Wir müssen also auch die Lust verspüren am Zerstören, die Lust eine Brandbombe zu werfen, die Lust sadistische Aggressionen zu verspüren, denn die Bereitschaft dafür haben wir alle in unserem Unbewußten.“

Ein kulturkritisches Verständnis der Identifikation mit dem Aggressor als sozialisationsbedingte und kulturelle Deformation findet sich als „Verrat am Selbst“ im Werk Arno Gruens.
Die amerikanische Psychoanalytikerin Jessica Benjamin sieht im Freudschen Ödipuskomplex im Wesentlichen den Abwehrmechanismus der Identifikation mit dem Aggressor wirksam, als Identifikation mit der Macht und der Schuld des Vaters (etwa des Laios, Ödipus’ Vater), durch welche patriarchale Machtstrukturen tradiert werden. Ihr Konzept des „Neuen Ödipus“ „(…) revidiert den alten ödipalen Begriff der Verantwortung, der vorsah, dass die Söhne die Schuld am Vergehen des Vaters übernahmen und seine bedrückende Macht zum Gesetz erhoben. Dieser Akt der Verinnerlichung hatte die Ablösung von der Autorität durch die Identifikation mit dem Aggressor ersetzt und so den schuldbeladenen Wunsch, selbst zur Autorität zu werden, verewigt.“ Die klassische Psychoanalyse beruhe auf der „paradoxen Vorstellung, dass eine Befreiung nur durch die Herrschaft des Vaters“ möglich sei, und verkenne „die Notwendigkeit einer gegenseitigen Anerkennung von Mann und Frau.“

## Medien
- Cécile Loetz, Jakob Müller: Sympathy with the Devil – oder: Die Identifikation mit dem Angreifer. In: Rätsel des Unbewußten. Podcast zur Psychoanalyse und Psychotherapie (Folge 15).